# Antoine-Gonthier Ier de Schwarzbourg-Sondershausen
Le comte Antoine-Gonthier Ier de Schwarzbourg-Sondershausen (9 janvier 1620 – 19 août 1666) est comte de Schwarzbourg-Sondershausen de 1642 jusqu'à sa mort.

## Biographie
Il est le fils du comte Christian-Gonthier de Schwarzbourg-Sondershausen (1578-1642) et de son épouse la comtesse Anne Sibylle (uk) (1584-1623), fille du comte Albert VII de Schwarzbourg-Rudolstadt.
Après la mort de leur père advenue en 1642, lui et ses frères Christian-Gonthier II de Schwarzbourg-Sondershausen-Arnstadt et Louis-Gonthier II divisent le comté par un recès en 1651. Antoine-Gonthier reçoit plus de la moitié de Schwarzbourg-Sondershausen, à l'exception du bailliage de Gehren qui reste en possession commune des trois frères.
Il favorise les églises et les écoles, et pose la première pierre de l'église dans Sondershausen qui remplace celle qui a brûlé en 1621. En 1657, la paroisse et des bâtiments de l'école sont incendiés et reconstruits.

## Mariage et descendance
Antoine-Gonthier, se marie le 29 octobre 1644 avec Marie-Madeleine de Birkenfeld (1622-1689), fille du comte palatin Georges-Guillaume de Birkenfeld. 
Ils ont les onze enfants suivants :
- Anne-Dorothée (1645-1716), qui épouse Henri IV de Reuss-Greiz (1650-1686) ;
- Christian-Guillaume de Schwarzbourg-Sondershausen (1647-1721), comte, puis à partir de 1697, prince de Schwarzbourg-Sondershausen ;
- Claire-Juliane (1648-1739), célibataire ;
- Sophie-Éléonore (1650-1718), décanesse à Quedlinbourg ;
- Un enfant né et mort le 7 mai 1652 à Sondershausen ;
- Antoine-Gonthier II de Schwarzbourg-Sondershausen-Arnstadt (1653-1716), comte et à partir de 1697, prince de Schwarzbourg-Sondershausen-Arnstadt ;
- Marie-Madeleine (1655-1727), chanoinesse de Quedlinbourg depuis 1676 ;
- George-Frédéric ou Rudolf (né et mort le 2 mars 1657) ;
- George-Ernest (1658-1659) ;
- Louis-Gonthier III (né et mort le 2 mars 1660) ;
- Jeanne-Élisabeth (1662-1720), célibataire.